# ContextObjects in Spans
Pour les articles homonymes, voir Coins.

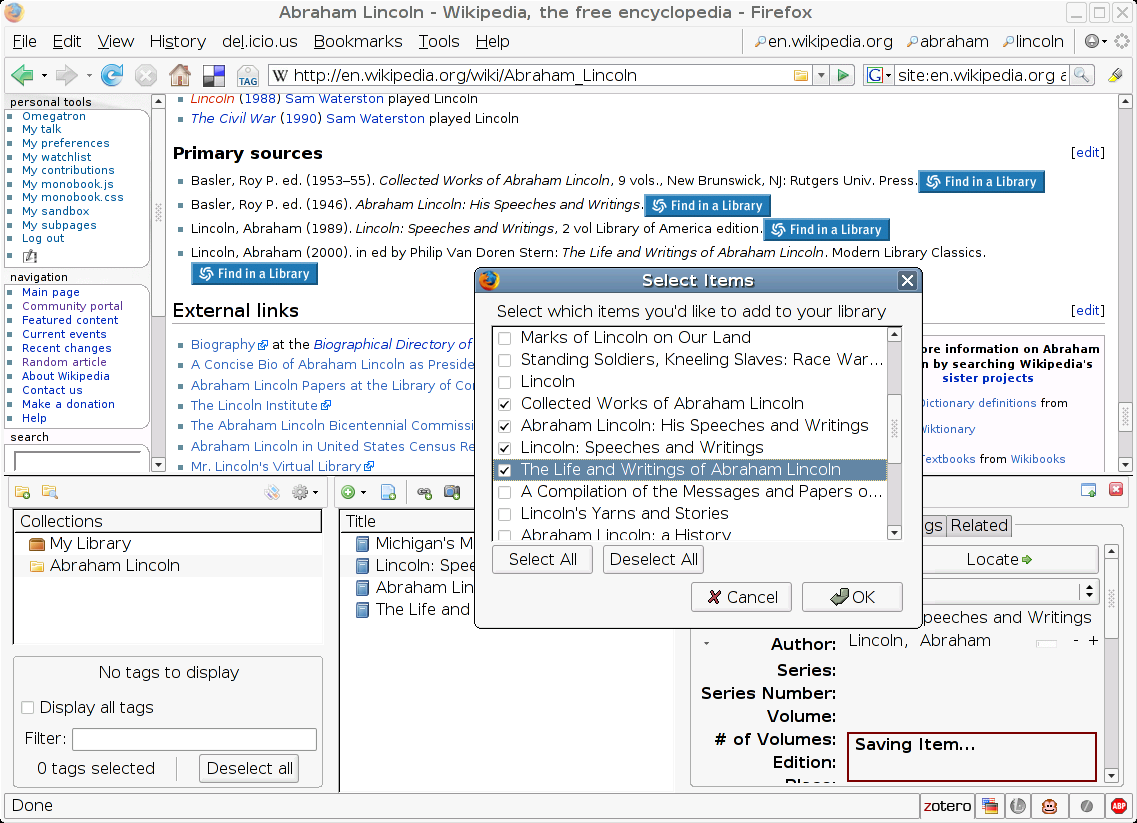
Exemple de référent Zotero et OpenURL montrant les références disponibles.

Le ContextObjects in Spans (COinS) est une méthode pour inclure des métadonnées bibliographiques dans le code HTML de pages web.
L’utilisation de COinS permet à un logiciel de gestion bibliographique de récupérer les méta-données de l’ouvrage de référence.

## Exemples d'utilisation
Les sites Web suivants utilisent COinS :
- Wikipédia
- WorldCat
- CiteULike
- Google books
- ScienceDirect

## Server-side applications
Serveurs d’applications proposant COinS :
- refbase (en)
- WordPress, par le biais de plugins[2],[3]

## Outils
Logiciels permettant d'utiliser COinS :
- Citavi
- LibX (en)
- Openly Informatics, OpenURL Referrer
- Zotero